# 穆恩之
穆恩之（1917年9月30日—1987年4月8日），原名穆恩芝，男，汉族，江苏丰县人，中国地层古生物学家。曾任中国科学院南京地质古生物研究所研究员、副所长，中国科学院南京分院副院长、国际笔石工作组主席。主要研究笔石动物和奥陶纪、志留纪地层，其次研究海百合、海蕾和海胆及泥盆纪、三叠纪、白垩纪地层。

## 生平
1917年生于江苏丰县。1943年毕业于国立西南联合大学地质地理气象系。

## 荣誉
1980年当选为中国科学院学部委员（院士）。

## 家庭
儿子穆西南。